# Soyuz TMA-06M
Soyuz TMA-06M foi uma missão espacial à Estação Espacial Internacional e 115ª missão de uma nave russa Soyuz. A nave levou à ISS três astronautas para participarem das Expedições 33 e 34 na estação e foi lançada em 23 de outubro de 2012. Foi a primeira espaçonave lançada do remoto sítio de lançamento 31 em Baikonur desde julho de 1984.
A espaçonave permaneceu acoplada à estação por seis meses para servir como veículo de escape em caso de emergência.

## Tripulação
| Posição             | Cosmo/Astronauta |
| ------------------- | ---------------- |
| Comandante          | Oleg Novitskiy   |
| Engenheiro de voo 1 | Evgeny Tarelkin  |
| Engenheiro de voo 2 | Kevin Ford       |

## Parâmetros da Missão
- Massa: 7.200 kg
- Perigeu: 401 km
- Apogeu: 422 km
- Inclinação: 51,60°
- Período orbital: 92,80 minutos

## Lançamento e acoplagem
O foguete lançador Soyuz-FG foi transportado em carreta ferroviária até a plataforma 6 do sítio de lançamento 31 de Baikonur, também conhecida como plataforma Tereshkova, em 21 de outubro. A TMA-06M foi lançada às 10:51 (GMT) de 23 de outubro, sendo a primeira lançada daquele local desde a Soyuz T-12 em julho de 1984. Após o lançamento bem sucedido, ela entrou em órbita terrestre nove minutos depois, iniciando uma jornada de 34 órbitas até a Estação Espacial Internacional. Pouco após o lançamento, um dos astronautas comunicou o soar de um alarme qualquer, mas os controladores de voo em terra não encontraram nenhum problema maior.
Para realizar a acoplagem, a nave realizou três órbitas finais em torno dela, ajustando sua altitude pelo disparo de seus foguetes, num total de dois dias. A nave acoplou-se ao módulo Poisk da ISS às 12:29 GMT de 25 de outubro de 2012, seis minutos antes do planejado, 409km acima da Ucrânia. Depois dos procedimentos de checagem dos sensores de acoplagem, a tripulação abriu a escotilha e entrou na ISS sendo recebidos pelos integrantes da Expedição 33 Sunita Williams, Yuri Malenchenko e Akihiko Hoshide.
A tripulação levou consigo 32 pequenos peixes japoneses de aquário, o medaka, para serem usados em estudos do impacto do espaço e da falta de gravidade em pequenos organismos. Eles ficarão vivendo num pequeno tanque, chamado de Habitat Aquático, dentro do módulo japonês de experiências científicas Kibo.

## Retorno
Após 142 dias no espaço, a Soyuz retornou a Terra trazendo em seu bojo os cosmonautas russos Novitskiy, Tarelkin e o astronauta norte-americano Ford. Sua aterrissagem, nas estepes casaques, foi adiada em um dia, devido às chuvas e às fortes névoas congelantes no ponto previsto para o pouso, acontecendo ao amanhecer de 16 de março de 2013, hora local.

## Galeria

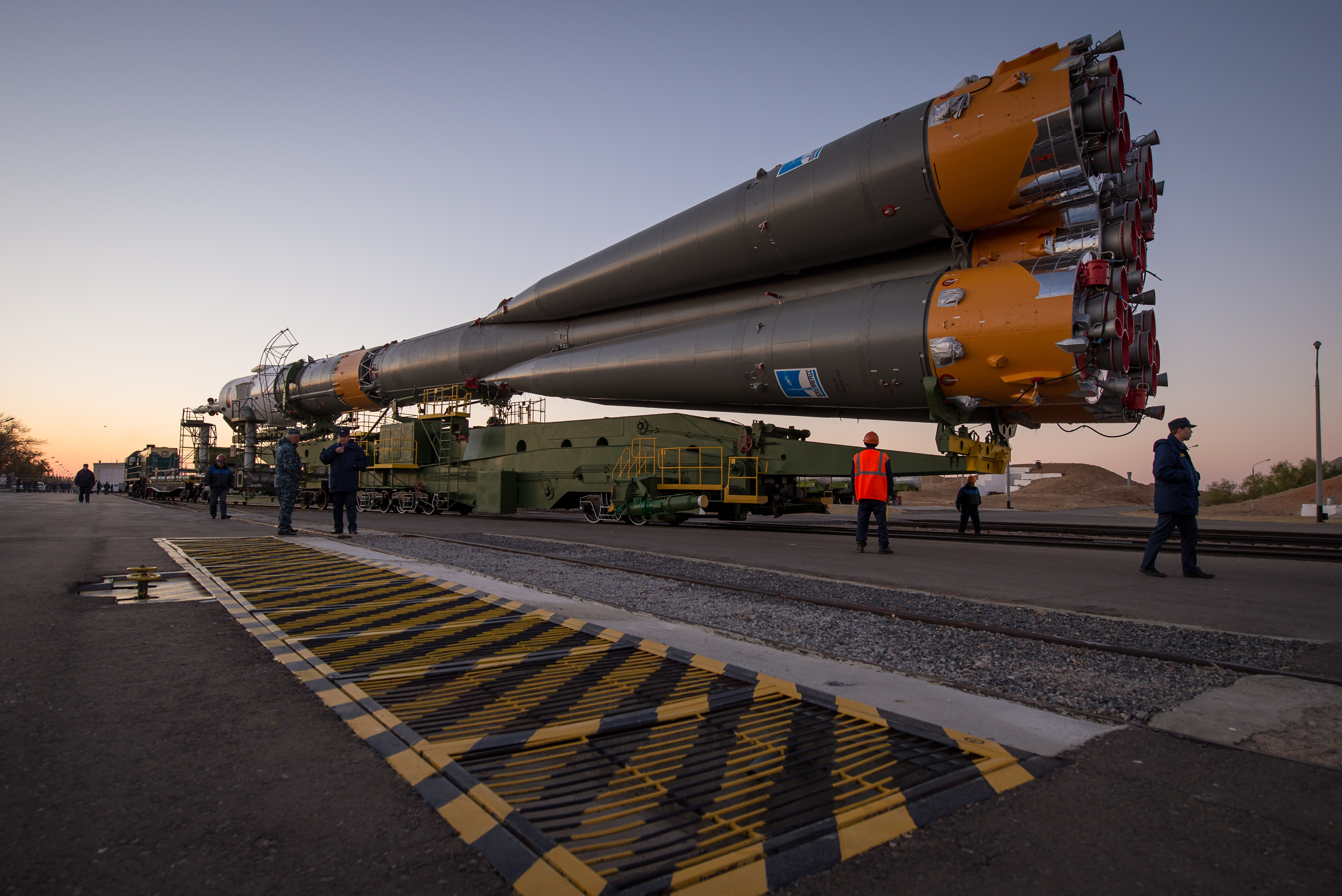
O foguete Soyuz-FG, com a TMA-06M acoplada em seu topo, a caminho da plataforma de lançamento.
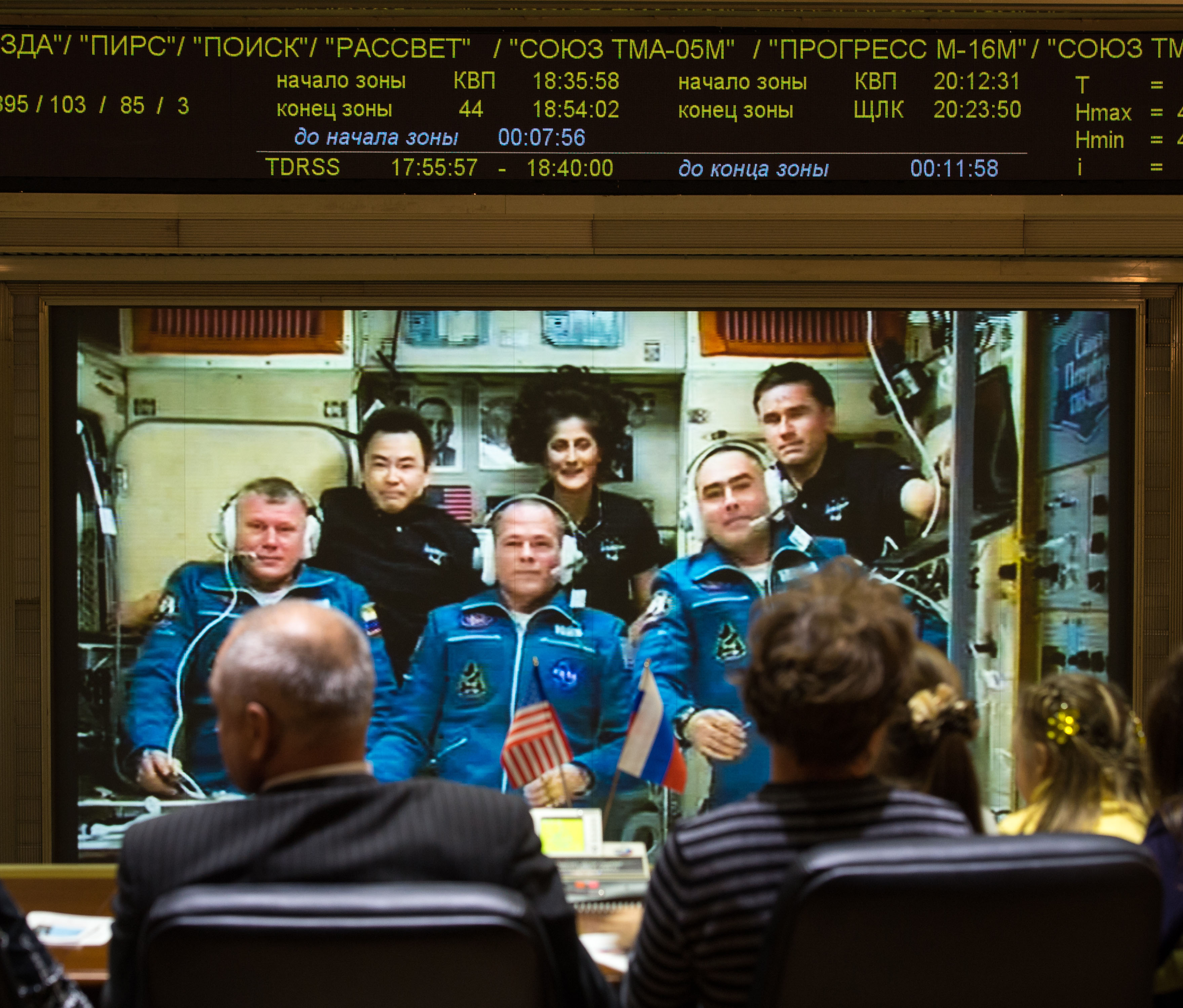
Logo após a acoplagem, os tripulantes da TMA-06M junto com a tripulação da TMA-05M, falam com o centro de controle na Rússia direto da ISS.
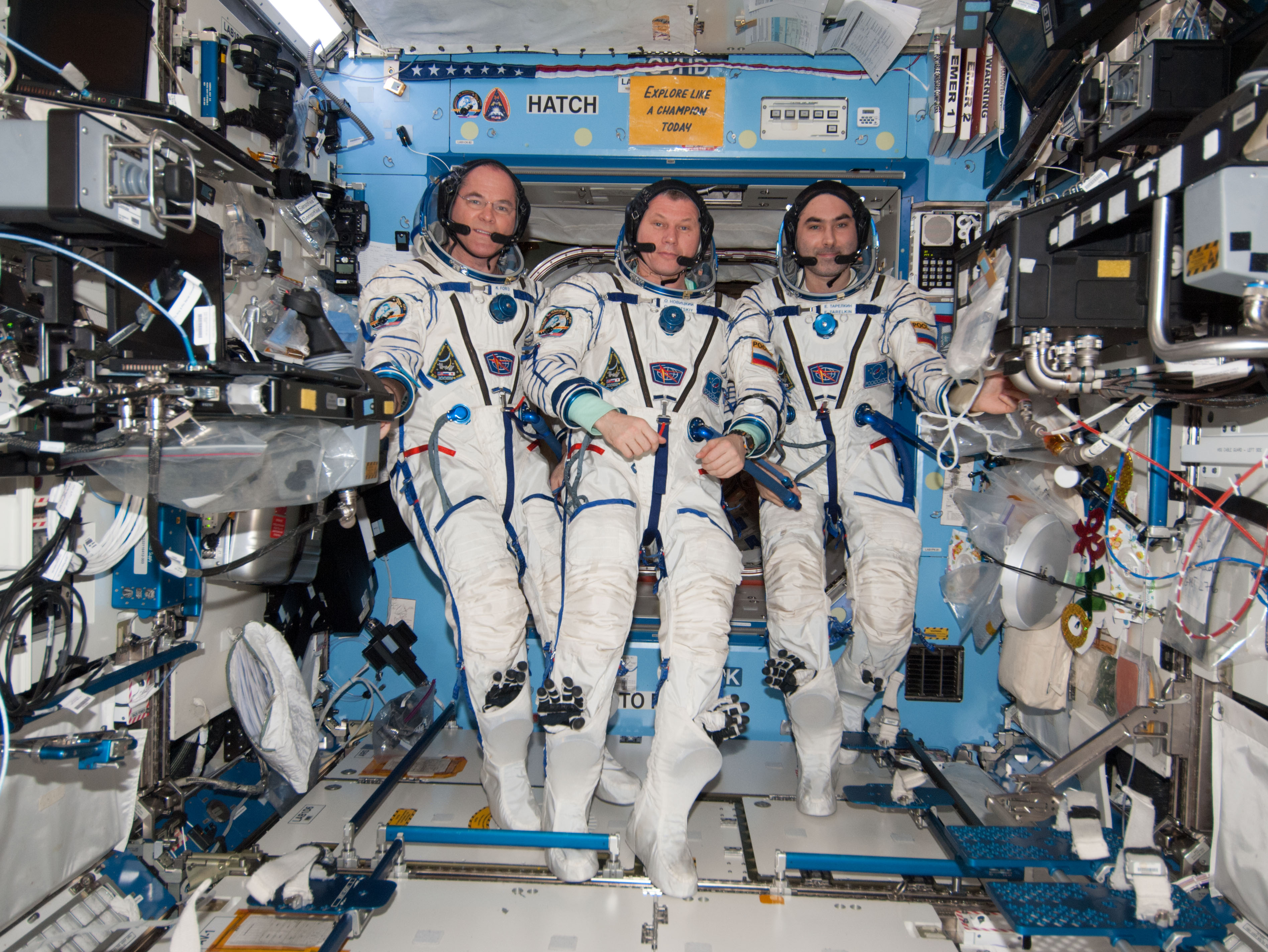
Tripulação da Soyuz na ISS.
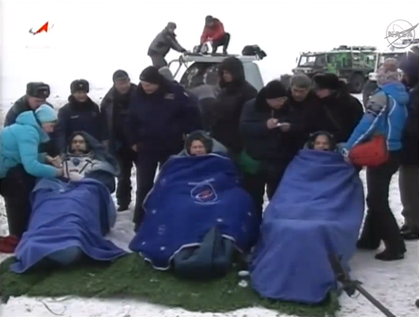
A tripulação acolhida em Terra pela equipe de apoio.